# Olivier van Noort
Olivier van Noort, nizozemski pomorščak in raziskovalec, * 1558, Utrecht, † 22. februar 1627.
Noort je bil prvi Nizozemec, ki je obplul Zemljo; na pot se je odpravil 2. julija 1598 iz Rotterdama s 4 ladjami in 248 možmi, vrnil pa se je 26. avgusta 1601 z zadnjo ladjo in le 45 možmi.